# Déficit neurocognitif
 (octobre 2015).
Si vous disposez d'ouvrages ou d'articles de référence ou si vous connaissez des sites web de qualité traitant du thème abordé ici, merci de compléter l'article en donnant les références utiles à sa vérifiabilité et en les liant à la section « Notes et références ».
Un déficit neurocognitif est une atteinte d'une fonction cognitive, telle que le langage, la mémoire à court terme ou la mémoire à long terme, un trouble de l'attribution des actions ou de la planification des actions, trouble qui correspond à un corrélat cérébral et donc non psychologique.  
Les troubles de l'attention doivent être soulignés car très importants et présents dans de nombreuses pathologies. 
Les déficits neurocognitifs peuvent être présents seuls, par exemple dans un retard mental, ou dans une maladie psychiatrique. Dans ce cas, la présence d'une lésion cérébrale fera débat : dans la schizophrénie, on considère généralement les lésions comme un facteur déclenchant présent avant la maladie, mais ne causant pas la maladie par lui-même. 